# Buáraje Viejo
Buáraje Viejo är en ort i Mexiko.   Den ligger i kommunen Navojoa och delstaten Sonora, i den nordvästra delen av landet, 1 400 km nordväst om huvudstaden Mexico City. Buáraje Viejo ligger 51 meter över havet och antalet invånare är 243.
Terrängen runt Buáraje Viejo är platt. Runt Buáraje Viejo är det ganska glesbefolkat, med 38 invånare per kvadratkilometer. Närmaste större samhälle är Villa Juarez, 15,2 km söder om Buáraje Viejo. Omgivningarna runt Buáraje Viejo är i huvudsak ett öppet busklandskap.